# Kompaktlader

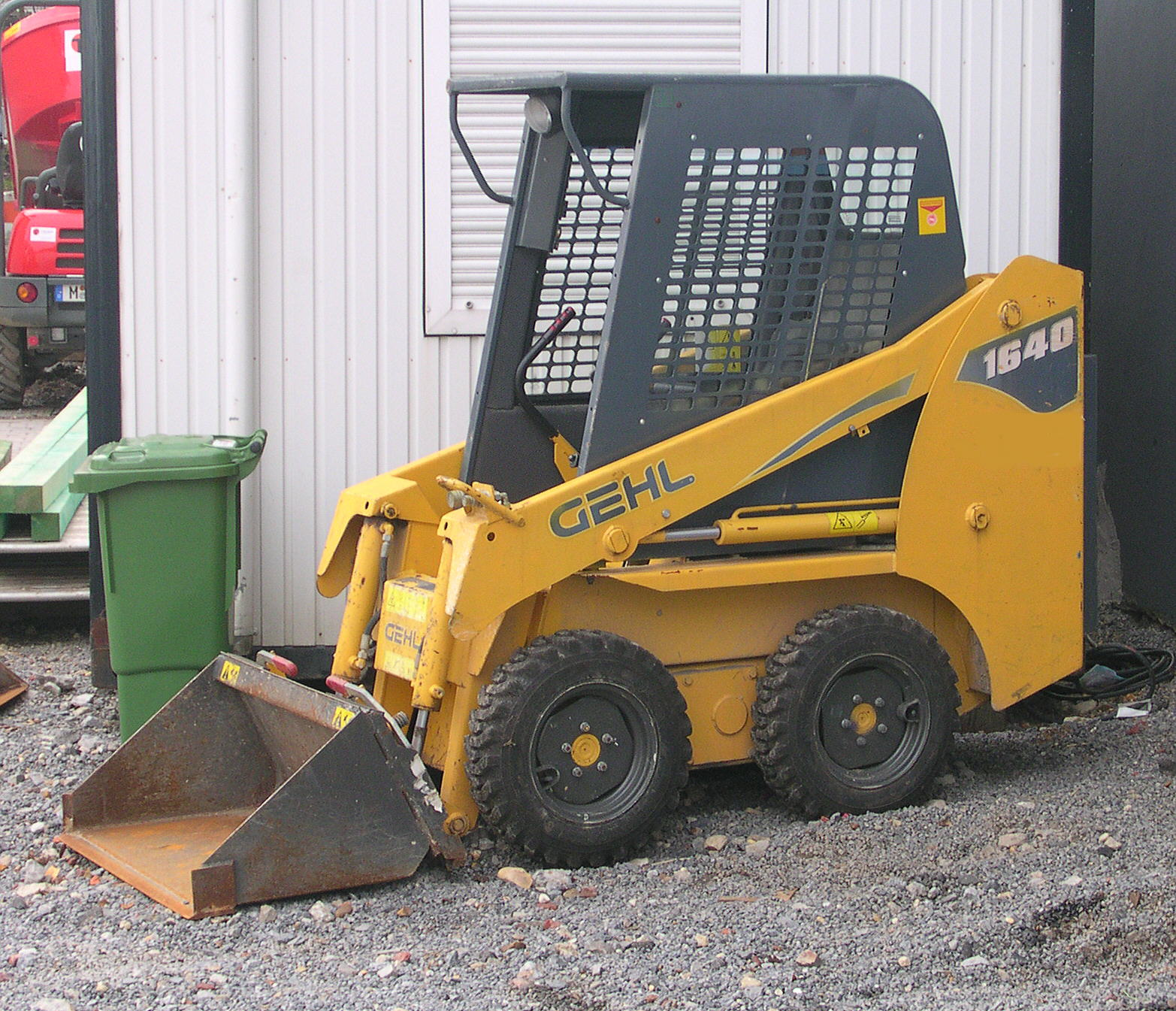
Kompaktlader im Baustelleneinsatz. Auffällig sind die kompakte Bauweise und der enge Radstand.

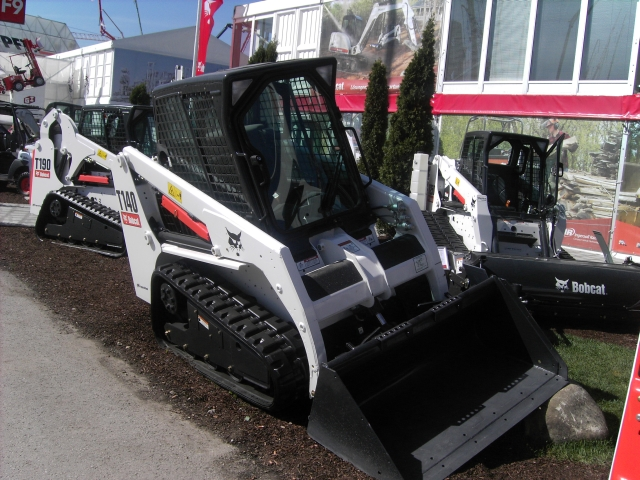
Kompaktlader mit deltaförmigem Kettenlaufwerk.

Der Kompaktlader  (engl. skid loader) ist eine Baumaschine und zählt zur Gruppe der Radlader. Diese Geräte eignen sich für den Einsatz unter beengten Bedingungen auf Baustellen, im Garten- und Landschaftsbau oder als Hoflader in der Landwirtschaft, im Untertagebau, beim Entladen von Massengutfrachtern, da sie sich durch geringe Abmessungen, geringes Gewicht und hohe Wendigkeit auszeichnen. Kompaktlader sind entweder mit Radlaufwerk oder mit einem Raupenlaufwerk ausgestattet.
Die Räder sind starr montiert. Richtungswechsel erfolgen durch Panzerlenkung (engl. skid steer), indem die seitlichen Radpaare- oder Raupenbänder mit unterschiedlicher Drehzahl oder in entgegengesetzter Laufrichtung angetrieben werden. Kompaktlader können so auf der Stelle drehen.
Durch eine Vielzahl von Anbaugeräten können Kompaktlader als universelle Mehrzweckgeräte eingesetzt werden. Anstelle der Schaufel für Schüttgut können etwa Kehrmaschinen, Erdbohrer, Schneeschilde oder Grabenfräsen angebaut werden.

## Komponenten
Der Kompaktlader besteht im Wesentlichen aus vier Komponenten:
1. Anbaugerät (z. B. Ladeschaufel)
2. Motor
3. Radlaufwerk
4. Fahrerkabine

## Kenngrößen
Kompaktlader haben je nach Modell Nennleistungen zwischen 10 und 40 kW. Das Betriebsgewicht (Eigengewicht) liegt zwischen 0,7 und 3,5 t, die Nutzlast (Hublast) von 200 kg bis 1500 kg und die Frontschaufel fasst bis zu 1,4 m³. Typische Kompaktlader besitzen einen kurzen Radstand und die Maschinenbreite liegt bei lediglich 0,9 bis 1,75 m.

## Technik und Ausstattung

Kinematik eines Kompaktladers mit zwei Koppelstäben anstelle des einfachen Drehgelenks

Kompaktlader verfügen über Allradantrieb mit Hydraulikmotoren. Sie erreichen eine Höchstgeschwindigkeit bis zu 20 km/h.
Die Räder sind starr am Rahmen befestigt, die Lenkung wird über eine unterschiedliche Laufrichtung oder Drehzahl der Radpaare jeder Seite bewerkstelligt. Diese von Kettenfahrzeugen bekannte Antriebslenkung ermöglicht ein Drehen auf der Stelle. Der Untergrund sollte zu diesem Zweck befestigt sein, da er ansonsten aufgewühlt wird.
Als Alternative zu Radlaufwerken werden auch Raupenfahrwerke verwendet, die sich insbesondere für den Einsatz auf weichen und rutschigen Untergründen eignen, da das Maschinengewicht auf eine größere Fläche verteilt wird und sich die Traktion verbessert. Geräte mit dreiecksförmigem Kettenverlauf werden auch Deltalader genannt.
Spezielle Ketten üben noch weniger Druck aus, haben kein Profil und sind durchgehend glatt, sodass sie auf besonders empfindlichem Untergrund wie Golfrasen eingesetzt werden können.
Die Ladeschaufel führt bei älteren und einfachen Geräte eine radiale Bewegung aus, wodurch sie sich zunächst nach vorn und dann deutlich nach hinten bewegt, wenn das Ladegut in größere Höhe gehoben wird, um dort abgeladen zu werden. Die Führung des Schaufelarms an zwei Hebelarmen (viergelenkiges Koppelgetriebe) ermöglicht bei neueren Modellen den „Vertikal-Hub“ der Schaufel. Da die Schaufel sich beim Hochschwenken nicht so weit vom Lader entfernt, lässt sich gegenüber Radialhubgeräten auch die Nutzlast steigern.
Die Steuerung der Geräte ist wahlweise mechanisch, hydraulisch oder elektroproportional.
Um eine vielseitige Verwendung der Geräte zu ermöglichen, sind viele Geräte mit einem zusätzlichen Hydraulikanschluss für Anbaugeräte (über 200 verschiedene) ausgestattet, mit dem hydraulische Geräte mit bis zu 40 kW betrieben werden können.

## Verwendung
Durch die geringe Baugröße und die hohe Wendigkeit eignen sich Kompaktlader für Einsätze auf kleineren Baustellen oder im Garten- und Landschaftsbau. Eine große Zahl an unterschiedlichen Anbaugeräten macht die Maschinen universell einsetzbar, zum Beispiel im Straßen-, im Bergbau oder im Winterdienst. Kleine Kompaktlader können auch innerhalb von Gebäuden genutzt werden, da sie schmal und niedrig sind und durch Türöffnungen hindurchpassen.
Wenn die Bodenbeschaffenheit und die Platzverhältnisse das Anlegen einer ausreichend flachen Rampe erlauben, lassen sich mit Kompaktladern auch Gruben ausheben. Wenn nicht genug Höhe oder in einem schmalen Graben kein Platz zum Herumschwenken des Greifarms eines Minibaggers zur Verfügung steht, kann ein Kompaktlader zumindest dabei helfen, das Aushubmaterial aus dem Graben zu fahren.

## Anbauwerkzeuge

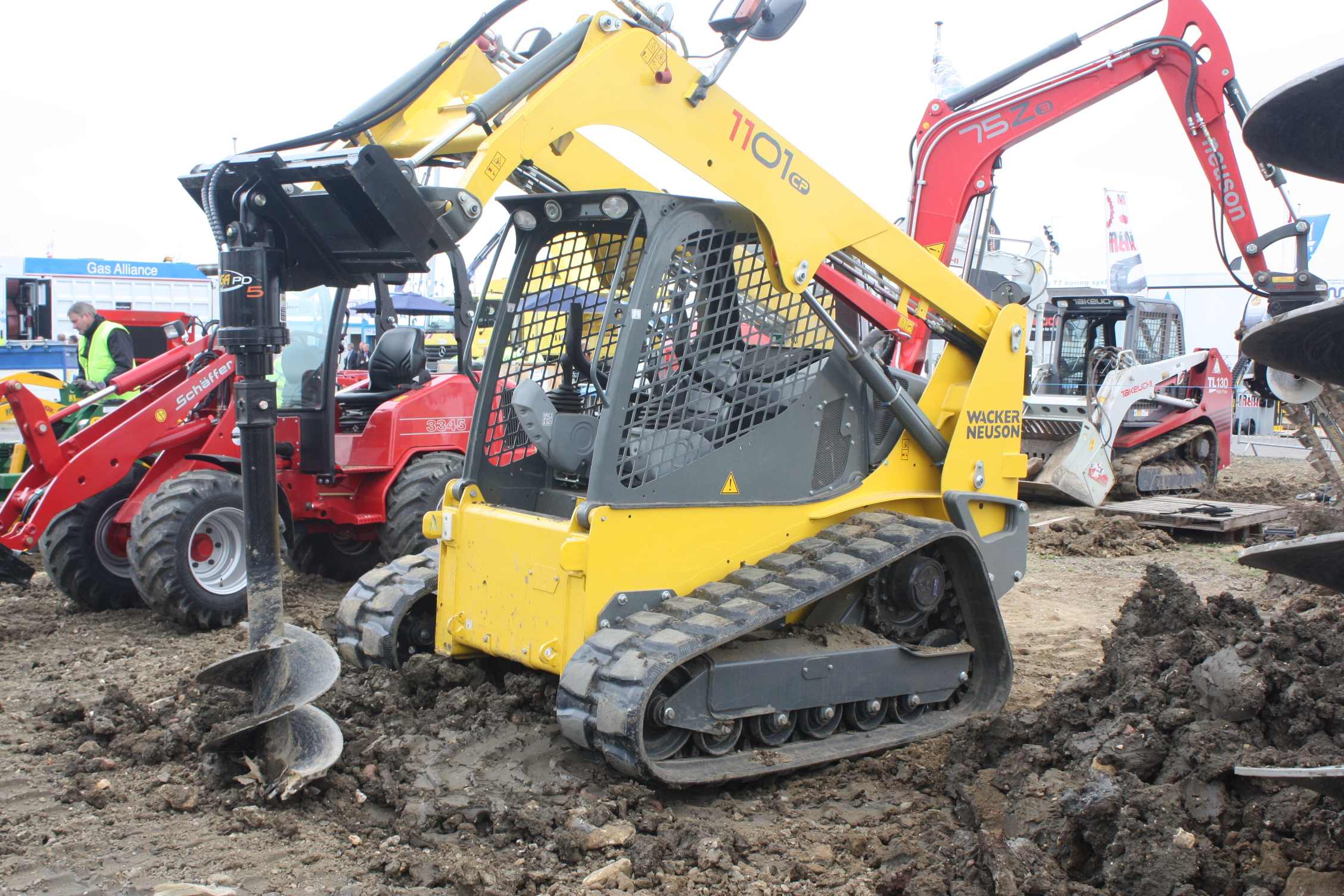
Kompaktlader mit Erdbohrer als Anbauwerkzeug

Neben verschiedenen Schaufeln werden über 200 verschiedene Anbaugeräte und Werkzeuge für spezielle Einsatzzwecke angeboten, am Lader gibt es einen Anschluss für Hydraulikschläuche für den Antrieb.
Straßenbau:
- Asphaltfräse
- Teerungsmaschine
- 2D/3D Planierschild
- Verdichterplatten
- Graben-/Kabelfräse

Landwirtschaft:
- Greiferschaufel
- Heuballengabel

Winterdienst:
- Schneefräse
- Schneeräumschild

Allgemeiner Einsatz:
- Kehrschaufel
- Kehrbesen
- Hydraulikhammer
- Mischmaschine
- Palettengabel

und vieles mehr.
Um Flächen exakt einzuebnen, zum Beispiel im Straßenbau, werden Geräte mit Laser-Niveauregulierung oder Global Positioning System eingesetzt.

## Sicherheit
Die gesetzlichen Unfallverhütungsvorschriften (kurz UVV) sehen für Erdbaumaschinen ab einer Leistung von 15 kW die Ausstattung mit ROPS-Schutzeinrichtung (Roll Over Protective Structure) als auch mit einer FOPS-Schutzeinrichtung (Falling Object Protective Structure) vor. Der Fahrer wird mit einem Schulterbügel oder Beckenbügel gegen Verletzung und Herausfallen gesichert. Das Gerät ist blockiert und kann nicht gestartet oder bewegt werden, solange der Bügel nicht verriegelt ist. 
Bedingt durch die Bauweise sind die Bereiche seitlich oder hinter dem Kompaktlader für den Geräteführer nur schwer einsehbar. Teilweise sind die Seiten und Rückseite vergittert, was die Sicht weiter einschränkt. Bei Rückwärtsfahrten ist dabei besondere Vorsicht geboten, gegebenenfalls ist ein Einweiser abzustellen. Wenn vorne eine Last angehoben wird, wird das Fahrzeug stark kopflastig und kann beim Bremsen oder in Kurven leicht umkippen, Lasten dürfen darum nur mit Lastarm in Bodennähe bewegt werden. 

## Hersteller
Die Geräteklasse Kompaktlader war zunächst ein Nischenprodukt, das nur von wenigen Herstellern gefertigt wurde. Hier konnte sich die Bobcat Company einen Namen machen. Seit den 1990er Jahren begannen zunehmend weitere Unternehmen ihr Maschinenprogramm um diese Geräteklasse zu erweitern. Dazu zählen etwa Case, Gehl Company, Komatsu, Hyundai oder Joseph Cyril Bamford (JCB), Caterpillar und Wacker Neuson.